# Verner Clarges
Verner Clarges (Bath, 7 gennaio 1846 – New York, 11 agosto 1911) è stato un attore inglese teatrale e cinematografico che ha lavorato all'epoca del primo cinema muto negli Stati Uniti insieme a David Wark Griffith.

## Biografia
Nato nel 1846, a Bath, nel Somerset, cominciò a lavorare al cinema alla Biograph, girando sotto la direzione di D.W. Griffith il suo primo film, Was Justice Served?. Nella sua carriera, che durò solo tre anni, interpretò 64 film, lavorando essenzialmente a New York, dove si trovavano gli studi della Biograph.
Morì in questa città l'11 agosto 1911 a 65 anni. Il suo ultimo film, The Punishment di D.W. Griffith, uscì in sala nell'aprile 1912.

## Spettacoli teatrali
- When Knighthood Was in Flower di Paul Kester (Broadway, 14 gennaio 1901)

## Filmografia
La filmografia è completa. Quando manca il nome del regista, questo non viene riportato nei titoli
- Was Justice Served?, regia di D.W. Griffith - cortometraggio (1909)
- The Better Way, regia di D.W. Griffith - cortometraggio (1909)
- With Her Card, regia di D.W. Griffith - cortometraggio (1909)
- The Mills of the Gods, regia di D.W. Griffith - cortometraggio (1909)
- The Sealed Room, regia di D.W. Griffith - cortometraggio (1909)
- The Little Darling, regia di D.W. Griffith - cortometraggio (1909)
- The Hessian Renegades, regia di D.W. Griffith - cortometraggio (1909)
- Comata, the Sioux, regia di D.W. Griffith - cortometraggio (1909)
- The Children's Friend, regia di D.W. Griffith - cortometraggio (1909)
- Getting Even, regia di D.W. Griffith - cortometraggio (1909)
- In Old Kentucky, regia di D.W. Griffith - cortometraggio (1909)
- A Fair Exchange, regia di D.W. Griffith - cortometraggio (1909)
- Two Women and a Man, regia di D.W. Griffith - cortometraggio (1909)
- In the Window Recess, regia di D.W. Griffith - cortometraggio (1909)
- On the Reef, regia di D.W. Griffith - cortometraggio (1909)
- The Honor of His Family, regia di D.W. Griffith - cortometraggio (1909)
- The Cloister's Touch, regia di D.W. Griffith - cortometraggio (1909)
- The Thread of Destiny, regia di D.W. Griffith - cortometraggio (1909)
- A Yorkshire School, regia di James H. White - cortometraggio (1909)
- The Cigarette Maker of Seville - cortometraggio (1909)
- The Impalement, regia di D.W. Griffith - cortometraggio (1909)
- A Victim of Jealousy, regia di D.W. Griffith - cortometraggio (1909)
- In the Border States, regia di D.W. Griffith - cortometraggio (1909)
- The Face at the Window, regia di D.W. Griffith - cortometraggio (1909)
- The Marked Time-Table, regia di D.W. Griffith - cortometraggio (1910)
- A Child's Impulse, regia di D.W. Griffith - cortometraggio (1910)
- A Midnight Cupid, regia di D.W. Griffith - cortometraggio (1910)
- What the Daisy Said, regia di D.W. Griffith - cortometraggio (1910)
- A Flash of Light, regia di D.W. Griffith - cortometraggio (1910)
- As the Bells Rang Out!, regia di D.W. Griffith - cortometraggio (1910)
- The Call to Arms, regia di D.W. Griffith - cortometraggio (1910)
- The House with Closed Shutters, regia di D.W. Griffith - cortometraggio (1910)
- Wilful Peggy, regia di D.W. Griffith - cortometraggio (1910)
- A Summer Idyll, regia di D.W. Griffith - cortometraggio (1910)
- Little Angels of Luck, regia di D.W. Griffith - cortometraggio (1910)
- The Oath and the Man, regia di D.W. Griffith - cortometraggio (1910)
- Rose O'Salem Town, regia di D.W. Griffith - cortometraggio (1910)
- Examination Day at School, regia di D.W. Griffith - cortometraggio (1910)
- The Iconoclast, regia di D.W. Griffith - cortometraggio (1910)
- How Hubby Got a Raise, regia di Frank Powell (1910)
- The Banker's Daughters, regia di D.W. Griffith - cortometraggio (1910)
- The Message of the Violin, regia di D.W. Griffith - cortometraggio (1910)
- The Passing of a Grouch, regia di Frank Powell (1910)
- Two Little Waifs, regia di D.W. Griffith - cortometraggio (1910)
- Simple Charity, regia di D.W. Griffith - cortometraggio (1910)
- Love in Quarantine, regia di Frank Powell - cortometraggio (1910)
- Not So Bad as It Seemed, regia di Frank Powell - cortometraggio (1910)
- The Golden Supper, regia di D.W. Griffith - cortometraggio (1910)
- The Lesson, regia di D.W. Griffith - cortometraggio (1910)
- The Recreation of an Heiress, regia di Frank Powell (1910)
- Winning Back His Love, regia di D.W. Griffith - cortometraggio (1910)
- When a Man Loves, regia di D.W. Griffith - cortometraggio (1911)
- His Trust Fulfilled, regia di D.W. Griffith - cortometraggio (1911)
- Fisher Folks, regia di D.W. Griffith - cortometraggio (1911)
- Teaching Dad to Like Her  co-regia Frank Powell  (1911)
- The Lonedale Operator, regia di D.W. Griffith - cortometraggio (1911)
- The Spanish Gypsy, regia di D.W. Griffith (1911)
- Paradise Lost, regia di D.W. Griffith (1911)
- Madame Rex, regia di D.W. Griffith  (1911)
- The Manicure Lady, regia di Mack Sennett (1911)
- Bobby, the Coward, regia di D.W. Griffith (1911)
- The Diving Girl, regia di Mack Sennett (1911)
- Swords and Hearts, regia di D.W. Griffith (1911)
- The Punishment, regia di D.W. Griffith (1912)